# Krewella
Krewella je americká electro/dubstepová skupina. Skládá se ze sester Jahan a Yasmine Yousaf. Dodnes vydaly 4 Extended Play-e a 2 alba zvané "Get Wet" z roku 2013 a “Zer0” z roku 2020. Skupina byla obdarována pár cenami. Mezi nejznámější singly patří "Alive", "Live For The Night" a "Killin' It".

## Diskografie

### Studiová alba
| Get Wet | - Vydáno: 20. září 2013 - Vydavatelství: Columbia Records - Formát: CD, digitální stažení |
| Zer0    | Vydáno: 31.1.2020                                                                         |

### Extended play-e
| Název alba     | Detaily alba                                                                                    |
| -------------- | ----------------------------------------------------------------------------------------------- |
| Play Hard      | - Vydáno: 18. června 2012 - Vydavatelství: Krewella Music LLC - Formát: CD, digitální stažení   |
| Play Harder    | - Vydáno: 10. prosince 2012 - Vydavatelství: Krewella Music LLC - Formát: CD, digitální stažení |
| Ammunition     | Vydáno: 20. května 2016                                                                         |
| New World Pt.1 | Vydáno: 8. června 2017                                                                          |

### Singly
| Rok  | Singl                             | Vydání      |
| ---- | --------------------------------- | ----------- |
| 2011 | Life of the Party (feat. S-Preme) | SoundCloud  |
| 2011 | Strobelights                      | SoundCloud  |
| 2011 | One Minute                        | Play Hard   |
| 2012 | Killin' It                        | Play Hard   |
| 2012 | Feel Me                           | Play Hard   |
| 2012 | Come & Get It                     | Play Harder |
| 2013 | Alive                             | Play Hard   |
| 2013 | Live for the Night                | Get Wet     |
| 2013 | Human                             | Get Wet     |
| 2013 | Lights & Thunder                  | Get Wet     |

### Remixy
| Datum vydání      | Název skladby                           | Původní umělec                |
| ----------------- | --------------------------------------- | ----------------------------- |
| 18. prosince 2011 | Summit (Krewella 'Breathe' Remix)       | Skrillex feat. Ellie Goulding |
| 11. dubna 2012    | Fire Hive (Krewella 'Fuck on Me' Remix) | Knife Party                   |
| 11. června 2012   | Rise & Fall (Krewella Remix)            | Adventure Club & Krewella     |
| TBA               | Scorpion Move (Krewella Remix)          | Zedd                          |
| 11. září 2013     | Alone Together (Krewella Remix)         | Fall Out Boy                  |

### Mixy
| Datum vydání     | Název mixu                                  |
| ---------------- | ------------------------------------------- |
| 5. prosince 2012 | Troll Mix, Vol. 1: Fuck Finals Edition      |
| 28. ledna 2013   | Troll Mix, Vol. 2: Road to Ultra            |
| 13. února 2013   | Troll Mix, Vol. 3: Makeout Edition          |
| 1. května 2013   | Troll Mix, Vol. 4: Get Ripped or Die Trying |
| 2. října 2013    | Troll Mix, Vol. 5: Get Wet Edition          |
| 31. října 2013   | Troll Mix, Vol. 6: Trick or Troll Edition   |

### Hudební klipy
| Datum vydání      | Song                             | Producent                     |
| ----------------- | -------------------------------- | ----------------------------- |
| 8. února 2012     | Killin' It                       | Laine Kelly                   |
| 26. června 2012   | Alive (Daytona Beach Live Video) | Miles Evert                   |
| 16. srpna 2012    | Feel Me                          | Miles Evert                   |
| 18. prosince 2012 | Alive                            | Bryan Schlam                  |
| 18. prosince 2012 | Alive (Pegboard Nerds Remxix)    | Bryan Schlam                  |
| 1. srpna 2013     | Live for the Night               | Alex Topaller, Daniel Shapiro |
| 25. října 2013    | Legacy                           | Kyle Padilla                  |
| 22. ledna 2014    | Human                            | Miles Evert                   |
| 6. března 2014    | Enjoy the Ride                   | K Tanch                       |
| 26. března 2014   | Party Monster                    | Laine Kelly                   |